# Rudolf von Larisch

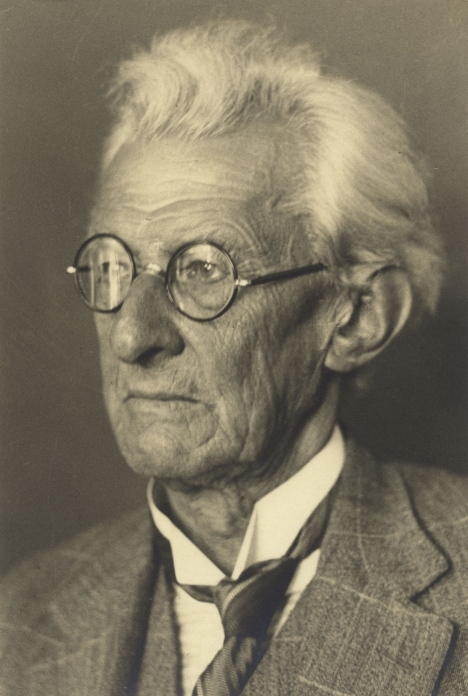
Aufnahme von Ludwig Schwab (1931)

Rudolf Larisch, von 1866 bis 1919 von Larisch (* 1. April 1856 in Verona, Kaisertum Österreich; † 24. März 1934 in Wien), war ein österreichischer Typograf, Schriftgestalter, Grafikdesigner und Hochschullehrer.

## Leben
Rudolf von Larisch war ein Sohn des k. u. k. Obersten Nikolaus von Larisch, der 1866 in den österreichischen Adelsstand erhoben worden war, und der Eveline Föltváry de Föltvar. Er studierte an der Kunstgewerbeschule in Wien. Nachdem er zunächst als Beamter im österreichischen Innenministerium gearbeitet hatte, wurde er 1902 als Lehrer für ornamentale Schrift und Heraldik an die Kunstgewerbeschule berufen, wo ihm 1905 der Titel Professor verliehen wurde. Seit 1910 war er an der Graphischen Lehr- und Versuchsanstalt tätig und von 1920 bis 1931 dann an der Akademie der Bildenden Künste in Wien. Sein Hauptinteresse galt der Weiterentwicklung des Unterrichts in Schriftgestaltung und Schriftentwurf.
Er stand in der Zeit von 1908 bis 1919 in regem Briefwechsel mit dem nach Hamburg berufenen Carl Otto Czeschka. Die Briefe wurden 2019 durch die Hamburgische Wissenschaftliche Stiftung veröffentlicht.
Er war verheiratet mit Emilie, geborene Altmann, die 1913 im 45. Lebensjahr in Wien nach langer Krankheit starb. Aus dieser Ehe hatte er den Sohn Viktor (gestorben 1946). Erst 1931 heiratete er erneut. Seine zweite Frau war die Schriftkünstlerin, Buchgestalterin und Gebrauchsgrafikerin Hertha, geborene Ramsauer (1897–1972). Er wurde in einem nun ehrenhalber gewidmeten Grab auf dem Wiener Zentralfriedhof bestattet (Gruppe 30 D, Reihe 1, Nr. 30).
Von Larisch war Gründungsmitglied des Österreichischen Werkbundes. Larisch entwarf folgende Schriften:
- Plinius (1903/1904). Antiqua für die Österreichische Staatsdruckerei.
- Wertzeichentype (1906 [5] oder 1911[6]). Schrift für Wertpapiere der Staatsdruckerei.

In seiner Freizeit widmete er sich dem Segel- und Kanusport und entwickelte eine der ersten in Kontinentaleuropa gebräuchlichen Kanu-Varianten.
Er wurde am Wiener Zentralfriedhof in einem ehrenhalber gewidmeten Grab bestattet.
In der Zeit von 9. Dezember 1938 bis 1947 war in Wien-Währing (18. Bezirk) der Larischweg (vorher und nachher: Mosenthalweg) mit seinem Namen versehen.
Im Jahr 1961 wurde in Wien-Donaustadt (22. Bezirk) die Larischgasse nach ihm benannt.

## Schriften
- Der Schönheitsfehler des Weibes. Eine anthropometrisch-ästhetische Studie. 1896 (digitalisierte Ausgabe).
- Über Zierschriften im Dienste der Kunst. 1899 (digitalisierte Ausgabe).
- Beispiele künstlerischer Schrift. 5 Folgen, 1900–26.
- Über Leserlichkeit von ornamentalen Schriften. 1904 (digitalisierte Ausgabe).
- Unterricht in ornamentaler Schrift. 1905, 2. Auflage 1934 (digitalisierte Ausgabe).
- Der Kajak und seine Arten. 1918 (Nachdruck 2007).